# ブレダ (フン族)

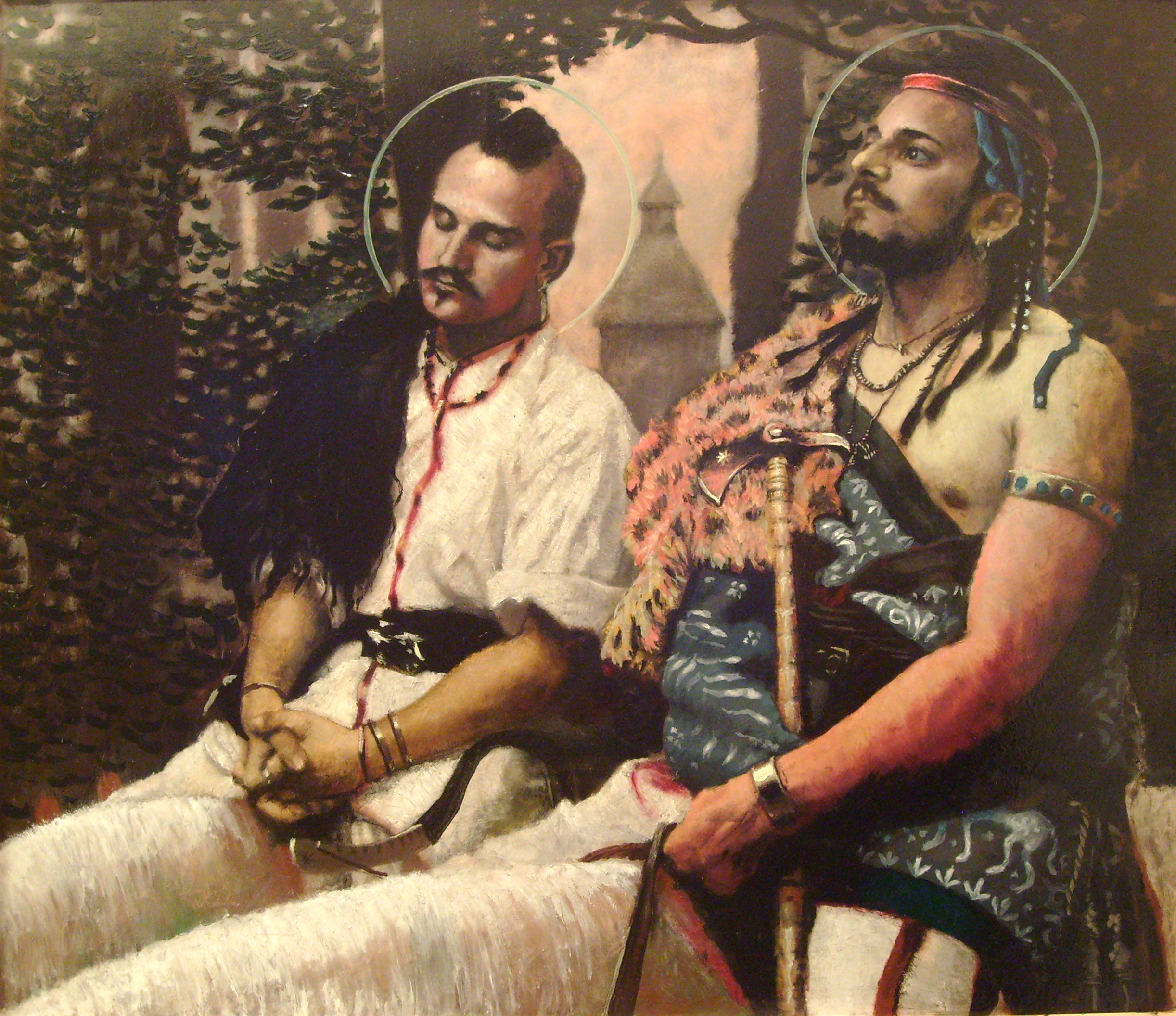
ブレダとアッティラ。
Tulipán Tamás画

ブレダ（Bleda、ギリシャ語:ΒλήδαςまたはΒλέδας、390年頃 - 445年頃）は、フン族の共同王の一人。もう一人の王は有名なアッティラである。

## 生涯
4世紀にヴォルガ川東方から現れた遊牧民のフン族は、アラン族、ゴート族を征服して東西ローマ帝国領に侵入した。433年には西ローマ帝国の将軍アエティウスとの取引により、パンノニア領有を認められた。
ブレダは390年頃にフン族の王族ムンズクの息子として生まれた。434年に伯父のルーア王が死去し、ブレダとアッティラの兄弟がフン族の王となった。
即位当初、ブレダとアッティラは東ローマ帝国と条約を結んで貢納金を倍額とさせ、フン族からの逃亡者たちを送還させた。その後数年間は東ローマ帝国との間で和平が保たれていたが、439年に和平は破れ、フン族は東ローマ帝国領へ侵入しイリュリア諸都市を破壊して略奪した。
東ローマ帝国は軍隊をシチリアから呼び寄せて対抗したが、フン族は443年に再び東ローマ帝国領へ侵攻、東ローマ帝国軍を撃破してコンスタンティノープルへ迫った。抗う術を失った皇帝テオドシウス2世は、多額の貢納金の支払いを認める講和を余儀なくされた。
ブレダの人物像を伝える記録は乏しく、僅かにツェルコというムーア人の小人にまつわる逸話が残っているのみである。ブレダはツェルコに道化をさせて楽しみ、彼が逃亡すると激怒して捜させた。ツェルコを捕らえ逃亡した理由を質すと、彼は「妻を与えてくれないからです」と答えた。ブレダはコンスタンティノープルから侍女を一人寄こさせようと誓ったという。
この和平期間中の445年頃にブレダは死去した。狩猟中の事故で死んだともされるが、真相は不明であり、一般的には弟のアッティラによって殺されたと信じられている。ブレダの死により、彼に従属していた諸部族はアッティラの支配下に入り、アッティラがフン族唯一の王となった。
ブレダの死後、プリスクスら東ローマ帝国の使節がブレダの妻の一人が支配する村に立ち寄り、歓待された記録が残っている。
小人のツェルコは449年に西ローマ帝国の将軍アエティウスへの贈物にされ、アエティウスは彼を元の主人に返している。
マジャル人（ハンガリー人）は自らをフン族の後継者と信じており、ハンガリー国歌はハンガリー国民を「ムンズク（Bendegúz：ブレダとアッティラの父）の血筋」（Bendegúznak vére）と詠っている。ハンガリーの首都ブダペストのブダ地区は、ブレダ（ハンガリー語でBuda）の名に由来する。